# La bola de cristall (Waterhouse)
La bola de cristall és una pintura a l'oli sobre tela de l'artista prerafaelita John William Waterhouse realitzada el 1902. Juntament amb El Missal està exposada a la Royal Academy of Arts des de 1902.
La pintura mostra una influència del renaixement italià amb línies verticals i horitzontals, juntament amb cercles, "sense cap referència als arcs apuntats del gòtic". Representa una noia jove amb un vestit vermell mirant fixament una bola de cristall, com si estigués teixint un encanteri amb l'ajuda d'un llibre i d'un crani.

## Història
Després d'haver participat en una exposició a la Royal Academy of Arts el 1902, va passar a formar part de la col·lecció Pyman i finalment va estar penjat al menjador del castell de Glenborrodale, Highland.
Quan el castell va ser venut el 1952-53, incorporava el quadre de Waterhouse. El nou propietari va fer tapar el crani fent un repintat que imitava les cortines del fons.
Posteriorment, el quadre va ser subhastat en Christie's, l'any 1994. En l'examen previ de l'obra, Martin Beisly, cap del departament d'imatge victoriana de la institució, van detectar la desaparició del crani analitzant unes fotografies de l'original en la revista The Art Journal de 1909. Després de realitzar una radiografia i una anàlisi de pigments de la imatge varen demostrar el crani havia estat repintat sobre una capa protectora de vernís, la qual cosa va permetre recuperar el seu aspecte original.
Actualment forma part d'una col·lecció privada.

## Referències

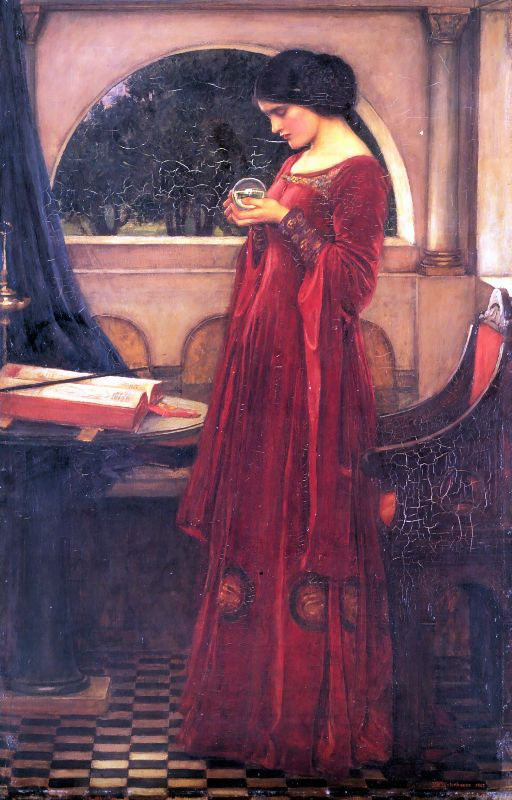
Abans de la restauració amb el crani ocult